# Африка - лице иза маске: антологија савремене приповетке црне Африке
Африка - лице иза маске : антологија савремене приповетке црне Африке је збирка приповедака објављена 1979. године коју су приредили Драган Недељковић и Зоран Петковић. Књигу су објавиле заједно Матица српска из Новог Сада, Мисла из Скопља, Младост из Загреба, Побједа из Титограда, Просвета из Београда и Свјетлост из Сарајева. Превео и белешке о писцима је написао Зоран Петковић.

## Аутори приповедака
Аутори приповедака који су заступљени у књизи су:
- Бураго Диоп - Сенегал
- Табан Ло Лијонг - Уганда
- Бернар Дадије - Обала Слоноваче
- Сембен Усман - Сенегал
- Ннадози Инјама - Нигерија
- Куберт Кунга - Малави
- Мејбел Дов-Данкуа - Гана
- Луис Бернардо Хонвана - Мозамбик
- Франсис Бебеј - Камерун
- Џејм Матјус - Јужна Африка
- Жан Плија - Република Бенин (Дахомеј)
- Ципријан Еквенси - Нигерија
- Алекс Ла Гума - Јужна Африка
- Рене Филомб - Камерун
- Абиосе Никол - Сијера Леоне
- Анри Лопез - Народна Република Конго
- Езекијел Мфалеле - Јужна Африка
- Чинуа Ачебе - Нигерија
- Нгуги Ва Тионго - Кенија
- Кан Темба - Јужна Африка

## О књизи
Књига Африка - лице иза маске је објављена у оквиру Библиотеке Цијели свијет - Цео свет са циљем да се представи савремена афричка књижевност. Дела савремене афричке књижевности су писана на језицима који нису афричи већ су то енглески, француски, португалски и шпански, језици бивших колонизатора. На тај начин је афричка књижевност привукла пажњу и публике ван Африке. Прво је у свету нашла одзива поезија, а потом и роман који је најпогоднији за изношење савремених преокупација Африканаца. Та проблематика се преноси и на приповетку с тим што она сажетије и драматичније слика потпунију друштвену сцену као позадину поступака својих ликова, одређени проблем, и дтако даље.
Приређивачи књиге су приповетке сврстали у три тематске целине које представљају три етапе или раздобља једне јединствене преокупације - трагања за битним карактером, за путем и изразом Африке кроз старо и ново, кроз наметнуто и изворно, сукоб и синтезу. Исто тако основна подела која се може назначити у афричкој прози односи се на третирање тема из три различита периода: предколонијалног или традиционалног, колонијалног и послеколонијалног или независног.
Један од циљева састављања ове антологије јесте и предтављање неколико највећих афричких писаца, а такође и да се истакне већина основних преокупација црног континента, онако како се оне очитавају кроз његову књижевност.